# Catharsius molossus
Catharsius molossus är en skalbaggsart som beskrevs av Carl von Linné 1758. Catharsius molossus ingår i släktet Catharsius och familjen bladhorningar. Inga underarter finns listade.